# Samaila
Samaila (Servisch cyrillisch Самаила) is een plaats in de Servische gemeente Kraljevo. De plaats telt 1636 inwoners (2002).